# Mark Hughes (bokser)
Mark Hughes (ur. 8 lipca 1971 w Swansea) – walijski bokser, mistrz Wielkiej Brytanii w kategorii papierowej w roku 1993, reprezentant Walii na Mistrzostwach Europy 1993 w Bursie.
W finale mistrzostw Wielkiej Brytanii w 1993 roku pokonał Szkota Michaela Crossana. Na Mistrzostwach Europy 1993 odpadł w 1/8 finału, przegrywając z Azerem Huseinem Mamedovem.